# Бродарево
Бродарево је насеље у Србији у општини Пријепоље у Златиборском округу. Према попису из 2022. било је 1710 становника.
Указом Краља од 23. јануара 1914. године насеље је добило статус варошице.
Овде се налази ОШ „Светозар Марковић” Бродарево са више издвојених одељења, као и ФК Јасен.

## Географија
Бродарево се налази у југозападном делу Србије, на граници са Црном Гором, у централном делу Рашке, на реци Лим, на магистралном путу М-2л, и железничкој прузи Београд – Бар. Бродарево припада општини Пријепоље, удаљено је 24km од града Пријепоља. Овде се налази Железничка станица Бродарево.

## Порекло имена
Пошто се Бродарево налазило на караванском путу, сасвим је извесно да је тај пут код Бродарева прелазио реку Лим, тј. ту се река на најплићем месту „бродила“, односно газила и ту улогу „осигурања“ брода (прелаза) имао је неки храбар човек који се звао „бродар“. Због повољних услова ту се развило насеље за које су говорили: То је Бродарево (по Бродару) тако да се озваничио назив Бродарево.
Идентично су и други називи места добили име: Славонски Брод и Брод (Република Српска) на Сави, Дањски Брод на Дриму, некада, Брод Зрињски на Уни, Брод Моравице, Стари Брод на Дрини.

## Демографија
У насељу Бродарево живи 1197 пунолетних становника, а просечна старост становништва износи 31,8 година (30,9 код мушкараца и 32,7 код жена). У насељу има 435 домаћинстава, а просечан број чланова по домаћинству је 4,09.
Ово насеље је углавном насељено Бошњацима (према попису из 2002. године).
|  |

| Демографија | Демографија | Демографија |
| Година      | Становника  | Становника  |
| ----------- | ----------- | ----------- |
| 1948.       | 732         |             |
| 1953.       | 820         |             |
| 1961.       | 974         |             |
| 1971.       | 1.221       |             |
| 1981.       | 1.441       |             |
| 1991.       | 2.182       | 2.130       |
| 2002.       | 1.780       | 2.390       |
| 2011.       | 1.845       |             |

| Етнички састав према попису из 2002.‍ | Етнички састав према попису из 2002.‍ | Етнички састав према попису из 2002.‍ | Етнички састав према попису из 2002.‍ | Етнички састав према попису из 2002.‍ |
| ------------------------------------ | ------------------------------------ | ------------------------------------ | ------------------------------------ | ------------------------------------ |
|                                      |                                      |                                      |                                      |                                      |
| Бошњаци                              | Бошњаци                              |                                      | 1.460                                | 82,02%                               |
| Срби                                 | Срби                                 |                                      | 192                                  | 10,78%                               |
| Муслимани                            | Муслимани                            |                                      | 100                                  | 5,61%                                |
| Роми                                 | Роми                                 |                                      | 4                                    | 0,22%                                |
| Горанци                              | Горанци                              |                                      | 2                                    | 0,11%                                |
| Црногорци                            | Црногорци                            |                                      | 1                                    | 0,05%                                |
| Југословени                          | Југословени                          |                                      | 1                                    | 0,05%                                |
| непознато                            | непознато                            |                                      | 2                                    | 0,11%                                |

| Година пописа     | 1948. | 1953. | 1961. | 1971. | 1981. | 1991. | 2002. |
| ----------------- | ----- | ----- | ----- | ----- | ----- | ----- | ----- |
| Број домаћинстава | 157   | 175   | 233   | 276   | 329   | 509   | 435   |

| Број чланова      | 1  | 2  | 3  | 4  | 5  | 6  | 7  | 8  | 9 | 10 и више | Просек |
| ----------------- | -- | -- | -- | -- | -- | -- | -- | -- | - | --------- | ------ |
| Број домаћинстава | 44 | 61 | 70 | 79 | 93 | 46 | 18 | 11 | 6 | 7         | 4,09   |

| Пол    | Укупно | Неожењен/Неудата | Ожењен/Удата | Удовац/Удовица | Разведен/Разведена | Непознато |
| ------ | ------ | ---------------- | ------------ | -------------- | ------------------ | --------- |
| Мушки  | 622    | 211              | 389          | 14             | 3                  | 5         |
| Женски | 688    | 181              | 411          | 76             | 16                 | 4         |
| УКУПНО | 1.310  | 392              | 800          | 90             | 19                 | 9         |

| Пол    | Укупно                    | Пољопривреда, лов и шумарство | Рибарство                            | Вађење руде и камена | Прерађивачка индустрија       |
| ------ | ------------------------- | ----------------------------- | ------------------------------------ | -------------------- | ----------------------------- |
| Мушки  | 210                       | 19                            | 0                                    | 0                    | 50                            |
| Женски | 172                       | 12                            | 0                                    | 0                    | 122                           |
| УКУПНО | 382                       | 31                            | 0                                    | 0                    | 172                           |
| Пол    | Производња и снабдевање   | Грађевинарство                | Трговина                             | Хотели и ресторани   | Саобраћај, складиштење и везе |
| Мушки  | 5                         | 33                            | 19                                   | 11                   | 24                            |
| Женски | 0                         | 0                             | 10                                   | 2                    | 2                             |
| УКУПНО | 5                         | 33                            | 29                                   | 13                   | 26                            |
| Пол    | Финансијско посредовање   | Некретнине                    | Државна управа и одбрана             | Образовање           | Здравствени и социјални рад   |
| Мушки  | 0                         | 2                             | 21                                   | 13                   | 5                             |
| Женски | 1                         | 0                             | 0                                    | 7                    | 14                            |
| УКУПНО | 1                         | 2                             | 21                                   | 20                   | 19                            |
| Пол    | Остале услужне активности | Приватна домаћинства          | Екстериторијалне организације и тела | Непознато            | Непознато                     |
| Мушки  | 1                         | 0                             | 0                                    | 7                    | 7                             |
| Женски | 1                         | 0                             | 0                                    | 1                    | 1                             |
| УКУПНО | 2                         | 0                             | 0                                    | 8                    | 8                             |

## Познате личности
- Данило Лазовић, српски глумац